# Peniță
Penița (Myriophyllum), numit și brădiș sau prâsnel, este un gen plante acvatice submerse, din familia Haloragaceae, comune în ape stătătoare sau lin curgătoare, cu fund nisipos și nu prea departe de maluri. Formează pajiști dese, până la adâncimi de 2 m. Au tulpina moale, simplă sau ramificată, cu frunze în formă de pană, dispuse câte 4-5 în verticil. Flori unisexuate sau bisexuate, alterne sau în verticil, grupate în spice terminale întrerupte. Sepale 4. Petale 4. Stamine 8. Ovar 4-carpelar, concrescut cu receptaculul. Fructul format din 4 drupe lungi. Semințe cu endosperm. Sunt folositoare în piscicultură, fiindcă oferă locuri de adăpost și hrănire pentru puietul de pește. Genul cuprinde circa 69 de specii, răspândite aproape pe tot globul. În România și Republica Moldova cresc 2 specii.

## Specii din România
În România vegetează 2 specii acvatice, submerse:
- Myriophyllum spicatum L. = Peniță spicată
- Myriophyllum verticillatum L. = Peniță verticilată

## Specii din Republica Moldova
În Republica Moldova  cresc 2 specii:
- Myriophyllum spicatum L. = Prâsnel spicat
- Myriophyllum verticillatum L. = Prâsnel verticilat

## Specii
- Myriophyllum alpinum
- Myriophyllum alterniflorum
- Myriophyllum amphibium
- Myriophyllum aquaticum
- Myriophyllum artesium
- Myriophyllum austropygmaeum
- Myriophyllum axilliflorum
- Myriophyllum balladoniense
- Myriophyllum bonii
- Myriophyllum callitrichoides
- Myriophyllum caput-medusae
- Myriophyllum coronatum
- Myriophyllum costatum
- Myriophyllum crispatum
- Myriophyllum dicoccum
- Myriophyllum drummondii
- Myriophyllum decussatum
- Myriophyllum echinatum
- Myriophyllum exasperatum
- Myriophyllum farwellii
- Myriophyllum filiforme
- Myriophyllum glomeratum
- Myriophyllum gracile
- Myriophyllum heterophyllum
- Myriophyllum hippuroides
- Myriophyllum humile
- Myriophyllum implicatum
- Myriophyllum indicum
- Myriophyllum integrifolium
- Myriophyllum jacobsii
- Myriophyllum lapidicola
- Myriophyllum latifolium
- Myriophyllum laxum
- Myriophyllum limnophilum
- Myriophyllum lophatum
- Myriophyllum mattogrossense
- Myriophyllum mezianum
- Myriophyllum muelleri
- Myriophyllum muricatum
- Myriophyllum oguraense
- Myriophyllum oliganthum
- Myriophyllum petraeum
- Myriophyllum papillosum
- Myriophyllum pedunculatum
- Myriophyllum pinnatum
- Myriophyllum porcatum
- Myriophyllum propinquum
- Myriophyllum pygmaeum
- Myriophyllum quitense
- Myriophyllum robustum
- Myriophyllum salsugineum
- Myriophyllum siamense
- Myriophyllum sibiricum
- Myriophyllum simulans
- Myriophyllum spicatum
- Myriophyllum striatum
- Myriophyllum tenellum
- Myriophyllum tetrandrum
- Myriophyllum tillaeoides
- Myriophyllum trachycarpum
- Myriophyllum trifidum
- Myriophyllum triphyllum
- Myriophyllum tuberculatum
- Myriophyllum ussuriense
- Myriophyllum variifolium
- Myriophyllum verrucosum
- Myriophyllum verticillatum
- Myriophyllum votschii